# Bataille du Boulou (1793)
Pour les articles homonymes, voir Bataille du Boulou.
Première Coalition
Batailles
La bataille du Boulou de 1793, ou première bataille du Boulou, eut lieu lors de la guerre du Roussillon pendant les guerres de la Révolution française de la Première Coalition du 13 au 15 octobre 1793 qui se termine par une victoire espagnole. 

## Préambule
Le général Turreau avait succédé à Dagobert dans le commandement de l'armée des Pyrénées orientales, et semblait vouloir suivre
les plans et les vues de son prédécesseur.
 Profitant de l'ardeur que la prise de Campredon avait inspirée aux troupes françaises, il s'était appliqué à resserrer ses forces, et poursuivait activement les Espagnols. 
La cour de Madrid, effrayée des progrès de l'armée française, avait envoyé à Ricardos un renfort de huit mille hommes. Harcelé sans cesse par les Français vainqueurs, ce général, pour résister avec plus d'avantage, s'était enfin décidé à concentrer ses forces, trop disséminées. Il occupait la forte position du Boulou. Turreau, plein de confiance dans ses troupes, apprit avec joie la détermination du général espagnol. Il entreprit de terminer la campagne par un coup d'éclat, et fit toutes ses dispositions pour une attaque générale.

## Déroulement
Le Général Antonio Ricardos de l'armée espagnole établit alors son quartier général à Trouillas.
Dans la nuit du 14 au 15 octobre, les 22 000 hommes des différentes brigades de son armée se mettent en mouvement, et s'approchent du camp de Boulou avec un ensemble et un ordre qui devaient lui présager la victoire. 
À dix heures et demie, les Français attaquent sur six colonnes, et remportent d'abord l'avantage sur presque tous les points attaqués.

Le général Courten, qui commandait la droite de la ligne espagnole, pressé vivement par les troupes républicaines, cède le premier à leurs efforts, et se retire à quelque distance pour reformer ses bataillons rompus. Cette forte attaque sur la droite des Espagnols avait pour but d'attirer l'attention du général Ricardos de ce côté, mais les colonnes françaises, en obligeant ainsi le général Courten à leur céder le terrain, au lieu de songer à le poursuivre et d'achever sa défaite, se jettent avec impétuosité sur le village de Montesquiou, désigné par Turreau comme point central de l'attaque.
 Ricardos s'aperçoit de ce mouvement et prévoyant les conséquences qu'il peut avoir, il se hâte d'envoyer des secours à l'officier chargé de défendre le village. En même temps Courten ramenait ses troupes au combat, et rappelait à son tour l'attention des attaquants.
Un combat opiniâtre, et longtemps indécis, s'engage sur ce point. Sur ces entrefaites, deux autres colonnes attaquaient les Espagnols dans le dessein de tenir en échec la gauche de Ricardos et même de la forcer. Par l'effet des localités, cette colonne se trouvait en arrière du front de la ligne ennemie de manière que, une fois enfoncée, le centre se trouvait tourné. La manœuvre, ordonnée par le général français était habilement conçue, et sans doute elle eût décidé du succès de l'attaque, si elle n'eût été prévue par le général espagnol. 
Celui-ci avait déjà détaché quatre bataillons et quelque cavalerie pour s'opposer au mouvement des Français, en même temps qu'il renforçait son centre.
Turreau, s'apercevant que son plan était découvert, se porte en personne vers la gauche des Espagnols, et fait attaquer les batteries que le général ennemi avait fait établir sur ce point. Placées sur un plateau appelé « el Pla del Rei » elles étaient d'un difficile accès à cause de l'âpreté des lieux, et défendues d'ailleurs par quatre bataillons de grenadiers espagnols. Cependant, malgré tous ces obstacles les Français, animés par la présence et par l'exemple de leur général, marchent avec la plus grande résolution, et sont reçus avec une intrépidité égale à leur valeur. Sept fois ils montent au pas de charge et la baïonnette en avant, sept fois ils sont repoussés. Ils parviennent jusqu'aux batteries, mais ils sont obligés de les abandonner presque aussitôt. Revenant avec une ardeur toujours nouvelle, les Français se précipitent encore une fois sur le plateau, et réussissent enfin à s'y établir.
Après avoir défendu glorieusement le poste qui leur était confié, les grenadiers espagnols sont obligés de céder. Ils se retirent en laissant les retranchements jonchés de ses soldats et de ceux de leurs adversaires. Plus de mille Espagnols avaient perdu la vie dans cette mêlée. Taranco n'avait plus que six cents hommes. Il prend poste avec eux au bas de la hauteur d'« el Pla del Rey » sous des canons dont les Français venaient de se rendre maîtres.
C'en était fait de l'armée espagnole ; leur gauche allait être forcée et leur centre entièrement tourné si l'obscurité de la nuit eût permis au général Turreau de s'apercevoir du petit nombre d'ennemis qu'il avait encore à combattre, ne pouvant imaginer qu'une aussi belle résistance eut été faite par moins de deux mille hommes, sans être soutenus par d'autres troupes, il hésita, et ne donna point l'ordre de se mettre à la poursuite de Taranco. Ce répit donne le temps au général espagnol d'envoyer des renforts à cet officier.
Les gardes Wallones viennent le joindre dans sa position au bas de la hauteur enlevée par les Français. À la vue de leurs camarades, les six cents soldats de Taranco oublient leurs fatigues, et sentent leur courage se ranimer. Ils demandent qu'on les reconduise au combat, et jurent de reprendre la batterie qu'ils viennent de perdre avec les gardes Wallones à leur suite. Les Français étonnés soutiennent cependant l'attaque avec leur vigueur accoutumée. Un grand nombre d'Espagnols tombent sous le feu du canon et de la mousqueterie mais, sans perdre de leur impétuosité, ces derniers se précipitent dans la batterie ; le carnage y est horrible. La nuit était si sombre que les soldats du même parti se massacraient entre eux. Enfin les Français, qui se croyaient attaqués par des forces bien supérieures, abandonnent cette position. 
La perte du plateau « el Pla del Rey » effectuée sous les yeux mêmes de Turreau, fit juger à ce général que ses efforts pour vaincre les Espagnols pendant cette nuit désastreuse, seraient désormais infructueux. Il ordonna la retraite et le camp de Boulou fut canonné sans succès par les Français le 18 octobre et jours suivants.

## Bilan
Cette 1re bataille a longtemps été classée « secret défense » par la France, qui préférait ne parler que de la 2e bataille. D'où une certaine « opacité » et l'impossibilité de connaître le nombre exact de victimes.
Cette 2e bataille verra la victoire française l'année suivante.